# Gerichtslinde Zehdenick

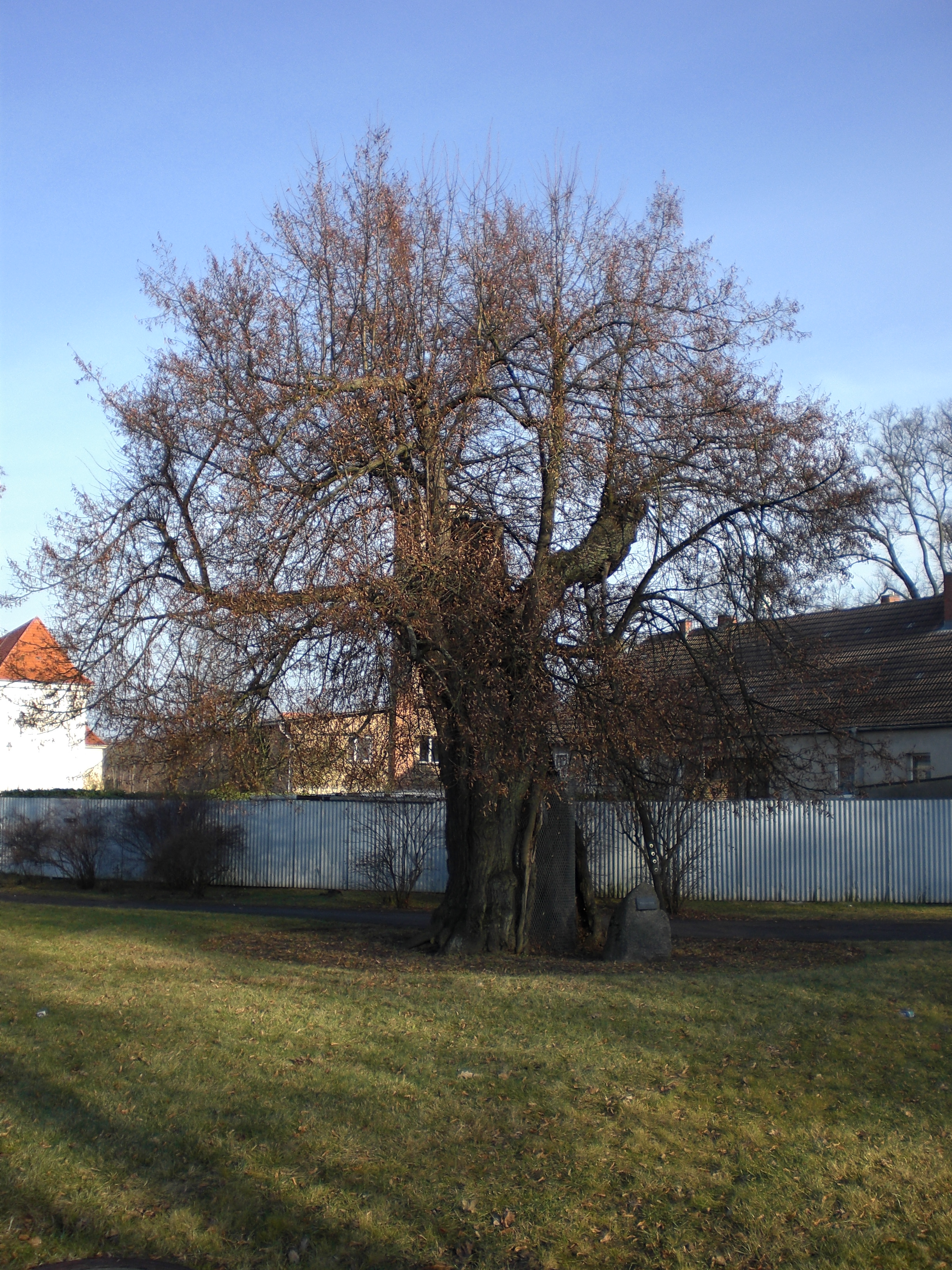
Gerichtslinde Zehdenick, Januar 2008

Die Gerichtslinde Zehdenick ist eine 350 bis 400 Jahre alte Linde in der Stadt Zehdenick in Brandenburg.
Der Baum befindet sich etwas südlich des Amtsgerichts Zehdenick. Ob sich der Name des Baums vom nahen Gericht ableitet oder ob der Baum selber einmal Gerichtsort im Sinne einer Gerichtslinde war, ist unklar.
Das genaue Alter des Baums ist unbekannt, zumindest handelt es sich jedoch um den ältesten Baum der Stadt Zehdenick. Der Baum bestand schon, als sich an dieser Stelle im 18. Jahrhundert noch das Salzmagazin, das Getreidemagazin und das Fouragemagazin für die in Zehdenick stationierten Kürassiere, die sogenannten Gelben Reiter, befand.
Der Baumstamm ist weitgehend hohl und wird durch Maschendraht vor unbefugter Betretung geschützt. Südlich des Baums wurde ein Stein mit der Inschrift Gerichtslinde gesetzt.